# Bell-lloc del Pla
|  | Aquest article tracta sobre l'edifici. Si cerqueu l'escola, vegeu «col·legi Bell-lloc». |

Bell-lloc del Pla és un edifici de Girona que forma part de l'Inventari del Patrimoni Arquitectònic de Catalunya i que dona nom a una escola.

## Edifici
Es tracta d'una torre datada entorn al segle xvi, situada a l'angle sud-oest de la masia. És de planta quadrada, aproximadament d'uns cinc metres de llarg per cada costat, de planta baixa i tres pisos superiors. Les parets portants són de maçoneria arrebossada, deixant a la vista els carreus que emmarquen les obertures i les cadenes de carreus a les cantonades. Hi ha diferents finestrals en les diferents cares de la torre.
La masia és de planta quadrangular, desenvolupada en planta baixa i dos pisos. Destaca la façana principal, amb un gran portal d'arc de mig punt adovellat. La masia també conserva finestrals gòtics, però cap element defensiu, tot i que les finestres del segon pis de la façana lateral mostren una disposició que podria respondre a l'aprofitament de merlets.

## Història
Les primeres notícies que es tenen del lloc fan referència a un poblat o necròpolis hallstàttiques, que segons Miquel Tarradell s'hauria assentat en el Bell-lloch. Durant unes excavacions, realitzades l'any 1941, van aparèixer restes de ceràmica hallstàttica a sota la casa. També són interessants els vestigis trobats l'època romana. L'any 1876 es va descobrir altres restes romanes que proven clarament que en aquest indret hi havia hagut una vila romana. El creixement va ser constant, fins al segle xv que va ser seriosament afectat pel terratrèmol d'Olot. Va ser reconstruït i encara avui conserva la mateixa estructura de planta quadrada. A partir de l'any 1965, l'edifici, es va transformar en institut d'ensenyament depenent d'una institució privada. La masia ha sofert alguna ampliació, però es continua conservant sense modificacions exteriors. La institució d'ensenyament s'anomena Col·legi Bell-lloc.